# Wheatland (Californie)
 (juillet 2018).
Si vous disposez d'ouvrages ou d'articles de référence ou si vous connaissez des sites web de qualité traitant du thème abordé ici, merci de compléter l'article en donnant les références utiles à sa vérifiabilité et en les liant à la section « Notes et références ».
Wheatland est une municipalité américaine du comté de Yuba, en Californie. Au recensement de 2010, Wheatland comptait 3 456 habitants.

## Origine du nom
Wheatland signifie « terre à blé ».

## Histoire

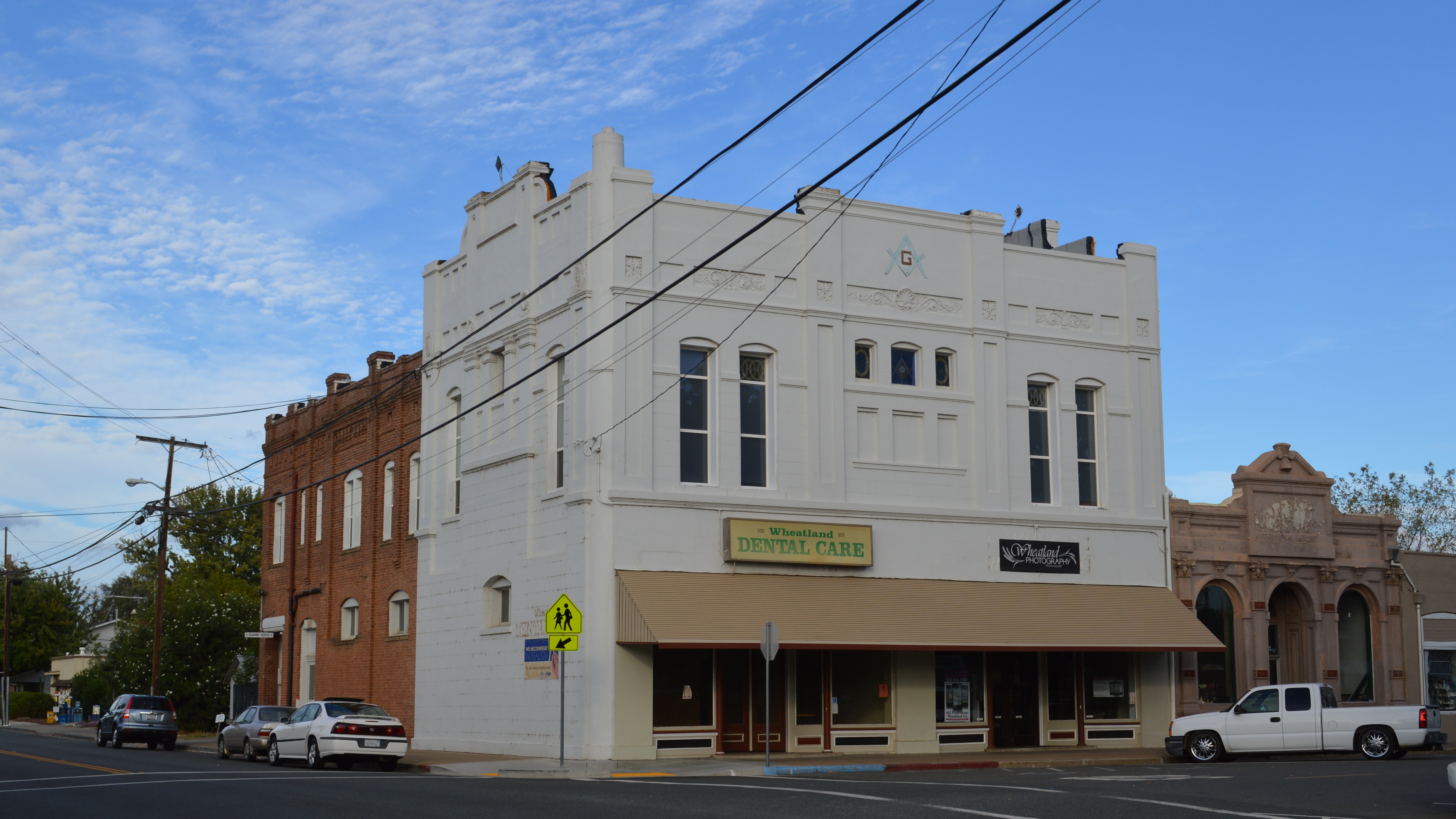
Temple maçonnique de Wheatland (2013).

- Dans les années 1860, Wheatland abrite une importante communauté chinoise mais ses membres sont violemment expulsés de la ville en février 1886.

- Un bureau de poste ouvre en 1866.

- Le 23 avril 1874, Wheatland devient une municipalité.

- En 1888 est élu un maire noir, pour la première fois dans une ville de l’Ouest américain.

- Le 3 août 1913, Wheatland est le site d’une violente émeute, « Hop Riot », consécutive à une grève lancée par des ouvriers agricoles mécontents de leurs conditions de travail. Cette émeute fait quatre morts.

## Démographie
| 1880 | 1890 | 1900 | 1910 | 1920 | 1930 |
| ---- | ---- | ---- | ---- | ---- | ---- |
| 635  | 630  | 492  | 481  | 435  | 479  |

| 1940 | 1950 | 1960 | 1970  | 1980  | 1990  |
| ---- | ---- | ---- | ----- | ----- | ----- |
| 496  | 581  | 813  | 1 280 | 1 474 | 1 631 |

| 2000  | 2010  | - | - | - | - |
| ----- | ----- | - | - | - | - |
| 2 275 | 3 456 | - | - | - | - |

## Patrimoine culturel
- Masonic Temple, construit en 1898.

## Personnalité liée à Wheatland
- Claude Chana (1811-1882), chercheur d'or français, pionnier de l’arboriculture californienne[2], vit à Wheatland de 1848 à sa mort. Il y est enterré.